# Greenidea rappardi
Greenidea rappardi är en insektsart som beskrevs av Raychaudhuri, D.N. 1956. Greenidea rappardi ingår i släktet Greenidea och familjen långrörsbladlöss. Inga underarter finns listade i Catalogue of Life.